# Spiroctenus personatus
Spiroctenus personatus is een spinnensoort in de taxonomische indeling van de bruine klapdeurspinnen (Nemesiidae).
Spiroctenus personatus werd in 1888 beschreven door Simon.